# Jim Tomlinson
Pour les articles homonymes, voir Tomlinson.
Jim Tomlinson (né en 1966) est un saxophoniste, percussionniste, compositeur et producteur de musique britannique. Il est le mari de Stacey Kent. Ils ont fait en particulier l'album The Lyric ensemble, avec des reprises de musique brésiliennes et des compositions originales en jazz. Il a joué notamment avec Bryan Ferry. Ses influences sont proches du style de Stan Getz.

## Discographie

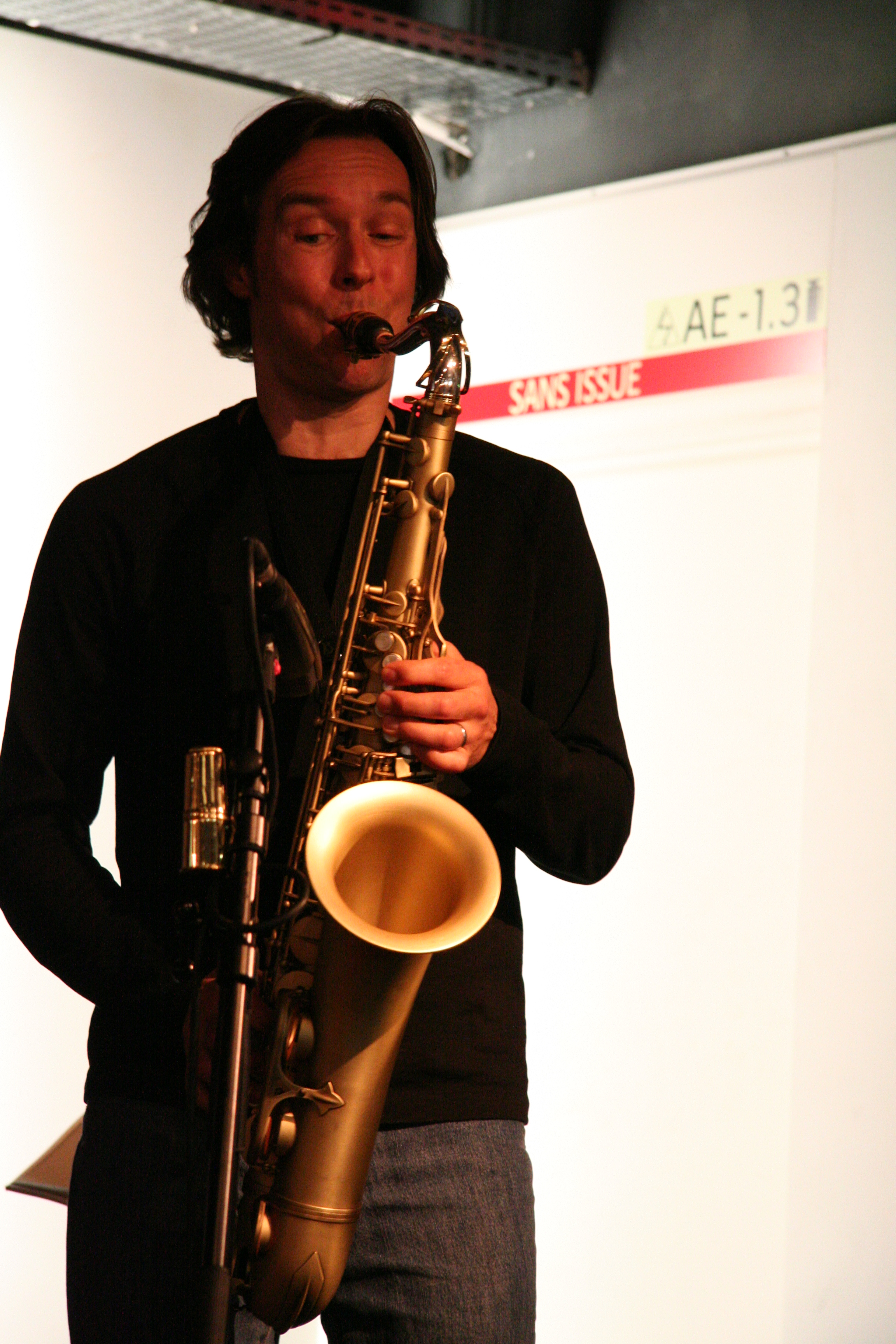
Show-case avec Stacey Kent organisé par la Fnac Montparnasse (Paris, France) pour la sortie de l'album Breakfast on the Morning Tram.

- Only Trust Your Heart, 2000
- Brazilian sketches, 2002
- The Lyric, 2005

## Sources
- Albums